# 峨眉瘤足蕨
峨眉瘤足蕨（学名：Plagiogyria assurgens）为瘤足蕨科瘤足蕨属下的一个种。